# Prossimamente
Prossimamente è il settimo album in studio di Andrea Mingardi, pubblicato nel 1988.

## Tracce
1. E la radio va
2. Se tu esistessi
3. Ah si l'amore
4. Lieto fine
5. Oh mamma
6. Cosa si fa dove si va
7. Chissà
8. Questa notte ho te
9. Va bene cominciamo!

## Formazione
- Andrea Mingardi - voce
- Romano Trevisani - chitarra elettrica
- Andrea Guerrini - tromba
- Sandro Comini - trombone
- Cristina Michelini, Iskra Menarini - cori